# Récepteur transmembranaire

Les récepteurs transmembranaires sont des protéines intégrales de membrane, qui résident et agissent typiquement au sein de la membrane plasmique de la cellule, mais aussi dans les membranes de quelques compartiments sous-cellulaires et organites.
Leur association avec une (ou parfois deux) molécules d'un côté de la membrane produit une réaction de l'autre côté. À ce titre, ils jouent un rôle unique dans les communications entre les cellules et la transmission du signal.   
Comme toute protéine membranaire, un récepteur transmembranaire peut être divisé en trois parties, ou domaines.

## Le domaine extracellulaire
Le domaine extracellulaire correspond à la partie externe à la cellule du récepteur transmembranaire. Ce domaine possède les fonctions de liaison avec la protéine à interner au sein de la cellule.
L'ensemble des protéines extracellulaires liées à la membrane plasmique par le biais de ce domaine extracellulaire est nommé le Glycocalix.

## Le domaine transmembranaire
Le domaine transmembranaire est la partie « intramembranaire » c'est-à-dire la partie intrinsèque de la membrane plasmique permettant de faire le lien entre domaine intra et extracellulaire. Ce domaine particulier possède de manière générale une structure secondaire en hélice alpha de 16 à 30 acides aminés.

## Le domaine intracellulaire
Le domaine intracellulaire est responsable de la transmission du signal. Le changement de conformation du récepteur permet la modification de la structure des protéines entrainant la modification des interactions avec les protéines sous membranaire entrainant l’activation d’une cascade de signalisation.